# Integrated Taxonomic Information System
Integrated Taxonomic Information System, ITIS, er en organisation der samler information om planter, dyr, svampe og mikroorganismer. ITIS blev oprettet for at fremme samarbejdet mellem amerikanske myndigheder, men der deltager nu flere internationale organisationer i samarbejdet. Målet er at skabe en lettilgængelig database med pålidelig information om artsnavne og deres videnskabelige klassifikation.